# Arthur és a villangók
Az Arthur és a villangók (eredeti cím: Arthur et les Minimoys) 2006-ban bemutatott francia animációs film, amelynek a rendezője Luc Besson, producerei Luc Besson és Emmanuel Prévost, a zeneszerzője Éric Serra, az írói Luc Besson és Céline Garcia. A film a EuropaCorp, az Apipoulaï, az Avalanche Productions és a Nafia Entertainment Group gyártásában készült, és a EuropaCorp és a Metro-Goldwyn-Mayer forgalmazásában jelent meg. Műfaját tekintve kalandfilm és fantasyfilm. 
Franciaországban 2006. december 13-án mutatták be, Magyarországon pedig 2006. december 28-án.

## Szereplők
| Szereplő                                      | Színész            | Magyar hang        |
| --------------------------------------------- | ------------------ | ------------------ |
| Arthur                                        | Freddie Highmore   | Kilényi Márk       |
| Holdviola                                     | Madonna            | Gubás Gabi         |
| Tátombák                                      | Jimmy Fallon       | Baráth István      |
| Arthur nagymamája                             | Mia Farrow         | Bánsági Ildikó     |
| Archibald                                     | Ron Crawford       | Kristóf Tibor      |
| Maltazár                                      | David Bowie        | Széles Tamás       |
| Darkos                                        | Jason Bateman      | Ifj. Jászai László |
| A király                                      | Robert De Niro     | Blaskó Péter       |
| Davido                                        | Adam LeFevre       | Koroknay Géza      |
| Max                                           | Snoop Dogg         | Stohl András       |
| Miro                                          | Harvey Keitel      | Hajdu Steve        |
| Massaï főnök                                  | Jean Bejote Njamba | Bognár Tamás       |
| További magyar hangok:                        |                    |                    |
| Breyer Zoltán, Cs. Németh Lajos, Szélyes Imre |                    |                    |